# نیو هوب، شهرستان پریپل، اوهایو
نیو هوب (به انگلیسی: New Hope) یک منطقهٔ مسکونی در ایالات متحده آمریکا است که در اوهایو واقع شده‌است. نیو هوب ۳۵۱٫۱۳ متر بالاتر از سطح دریا واقع شده‌است.